# NGC 4966
NGC 4966 este o liner situată în constelația Părul Berenicei. A fost descoperită în 13 martie 1785 de către William Herschel. Se află la o distanță de 102,92 megaparseci de Pământ.